# Артър Корнбърг
 Артър Корнбърг (на английски: Arthur Kornberg) е американски биохимик, който печели Нобелова награда за физиология или медицина през 1959 г. за откриването на „механизмите в биологичния синтез на рибонуклеинова киселина и дезоксирибонуклеинова киселина“ заедно с испанския биохимик и лекар Северо Очоа от Нюйоркския университет. Той също така е награден с наградата Пол-Люис за ензимна химия от Американското химическо дружество през 1951 г. и Националния медал за наука на САЩ през 1979 г. 
Основните му изследователски интереси са в областта на биохимията, особено ензимната химия, синтеза на дезоксирибонуклеинова киселина (репликация на ДНК) и изучаване на нуклеиновите киселини, които контролират наследствеността при животни, растения, бактерии и вируси.